# Цареда
Цареда («прохлада», «освежение»; евр. Цереда; др.-евр. צרדה‬; в Септуагинте др.-греч. Σαρηδαθά, Σαριδά, Σαριρά; 3Цар. 11:26), также Цартан (3Цар. 7:46), — ветхозаветный город в уделе колена Ефремова; вблизи Сокхофа (евр. Суккот).

## Библейское повествование
Из этого города происходил Иеровоам (евр. Иеробоам), который восстал против Соломона и стал впоследствии царём израильским, первым правителем Северного Израильского царства.
Между Сокхофом (Суккот) и Цередой (евр. Цередата), в окрестностях реки Иордан, отливались из металла все принадлежности для храма 2Пар. 6:17: Соломон пользовался глинистой землёй для отливки из полированной меди утвари для храма.

## Местонахождение
Цартан (др.-евр. ןתרצ‬; в Септуагинте ошибочно др.-греч. Σεσαθάν вместо Σεραθάν) — местность к югу от Бет-Шеана, у западного берега Иордана; вблизи находился город Адам (ныне — Эд-Дамиэ) (Нав. 3:16).
Из-за того, что в параллельном месте 3Цар. 7:46 вместо Цареды стоит Цартан, то полагают, что это та же местность, которая известна под названием Карн-Сартабе, горной вершиной к северу от Вади Фасаиль.
Однако Кондер, основываясь на прибавке Септуагинты (в Ватиканском кодексе), согласно которой родина Иеровеама лежала на горе Эфраимской, отождествлял Цареду с деревушкой Surda, в пяти км к северу от Эль-Бира.

## Аггада
Из Цареды был Иосе бен-Иоэзер (Абот, I, 4).